# Ken Jeong
Kendrick Kang-Joh Jeong (* 13. červenec 1969 Greensboro, Severní Karolína, USA) je americký stand-up komik, herec, televizní producent, spisovatel a lékař. Je známý tím, že začleňuje svoje lékařské znalosti do komedii. Objevil se ve filmech Zbouchnutá (2007), Velcí bratři (2008), Pařba ve Vegas filmové série (2009–2013), Chlupatá odplata (2010), Poldův švagr (2016), Šíleně bohatí Asiati (2018), Scoob! (2020) and Tom & Jerry (2021). Jeong hrál v seriálu Zpátky do školy (2009–2015) a byl vedoucím v sitcomu Dr. Ken (2015–2017), jehož byl také tvůrcem, spisovatelem a výkonným producentem.
Jeong je lékař s licencí, ale s lékařstvím přestal ve prospěch své herecké kariéry.

## Raný život a vzdělávání
Jeong se narodil v Detroitu v Michiganu rodičům jihokorejských přistěhovalců D.K. a Young Jeong. Byl vychován v Greensboro v Severní Karolíně.
Navštěvoval se na střední školu Walter Hines Page High School, byl zvolen do studentské rady a hrál na housle ve školním orchestru. Promoval v roce 1986 ve věku 16 let a později za své úspěchy získal cenu Greensboro's Youth of the Year.
Začal se věnovat herectví už na druháku na Duke University. Duke University vystudoval v roce 1990 a titul M.D. získal na Lékařské fakultě UNC v roce 1995. V létě před lékařskou školou navštěvoval divadelní kurzy na Kalifornské univerzitě v Los Angeles.

## Kariéra

### 1990–1998: Lékař
Jeongovo působení a improvizace v divadle začala, když byl ještě studentem medicíny v Severní Karolíně. Pravidelně chodil na noci s otevřeným mikrofonem ve čtvrti Raleigh-Durham a vystupoval na Charlie Goodnights v Raleighu a Tootie's Durham Comedy Club.

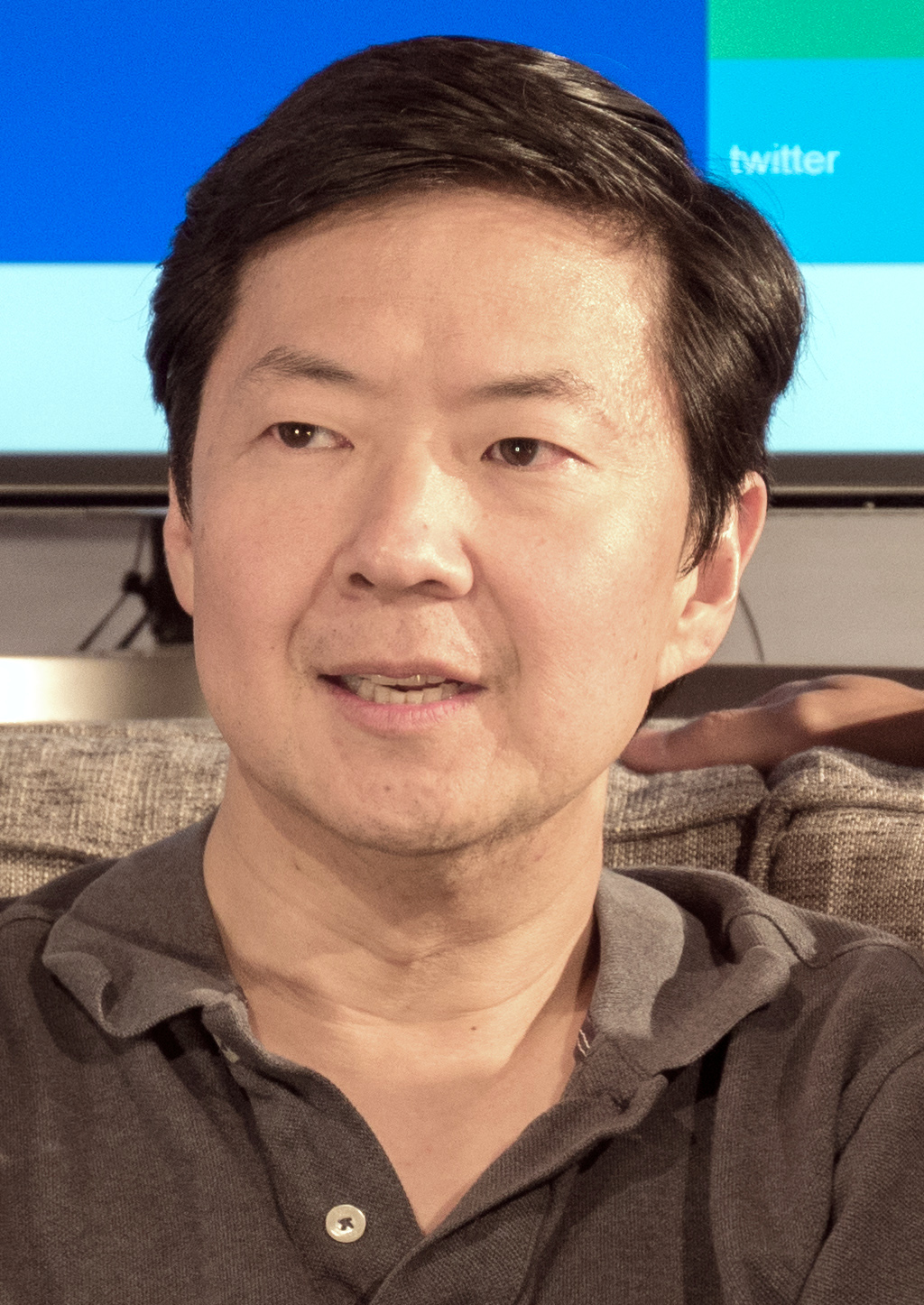
Jeong, březen 2015

Jeong absolvoval stáž v vnitřním lékařství v Ochsner Medical Center v New Orleans v Louisianě.
Jeong vyhrál Big Easy Laff-Off, kde byli porotci prezident NBC Brandon Tartikoff a Budd Friedman. Oba přesvědčili Jeonga, aby se přestěhoval do Los Angeles.

### 1999–2007: Lékař/komik
Jeong se přestěhoval do Los Angeles v roce 1998 a několik let praktikoval medicínu jako lékař vnitřního lékařství v nemocnici Kaiser Permanente ve Woodland Hills. Začal pravidelně vystupovat v komediálních klubech The Improv a Laugh Factory. Jeho stand up vedl k několika televizním vystoupením, včetně Kancl (NBC), MADtv (FOX), Entourage (HBO) a Curb Your Enthusiasm (HBO).
V roce 2002 se Jeong dostal na Comic Groove. Jeong byl také na Kims of Comedy.
Většinu popularity získal ve filmu Pařba ve Vegas od Judda Apatowa jako Dr. Kuni. Od té chvíle mohl přejít z medicíny na kariéru na plný úvazek v zábavním průmyslu. Jeong se této lékařské práce vzdal v roce 2006 ve prospěch své herecké kariéry, udržuje si však lékařský průkaz a asistoval při naléhavých zdravotních situacích během představení a při natáčení.

### 2008–současnost
Následně se objevil ve filmech Bratři z donucení; Travička zelená; Velcí bratři jako King Argotron; Slečna zamilovaná; Kšeftaři; Trable v ráji; a jako pan Chow ve filmech Pařba ve Vegas, Pařba v Bangkoku a Pařba na třetí. Zahrál si také ve filmech Ošetřovatel a Transformers 3, které vyšly v létě 2011.
Jeong hrál Señora Changa v sitcomu Zpátky do školy a byl nominován na přehlídku „Male Breakout Star“ na Teen Choice Awards 2010. Byl nominován na dvě ceny MTV Movie Awards 2010, vyhrál cenu za největší WTF moment a cenu MTV Movie Award for Best Villain za film Pařba ve Vegas. 22. května 2011 hostil Billboard Music Awards 2011 v Las Vegas (ABC).
V roce 2012 bylo oznámeno, že Jamie Foxx a Jeong souhlasili s hraním ve filmech napsaných a produkovaných druhým. Foxx souhlasil s převzetím hlavní role v Jeongově kamarádské komedii After Prom. Jeong zase bude hrát ve Foxxově sportovní komedii All-Star Weekend.
Jeong získal Streamy Award za „Best Guest Appearance“ za seriál Žhavá láska.
V roce 2013 se objevil jako Johnny Wu ve filmu Pot a krev (2013) od Michaela Baye. Později téhož roku hrál jako Mr. Chow ve filmu Pařba na třetí.
V roce 2015 Jeong hrál, napsal a produkoval svou lékařskou komedii Dr. Ken. Seriál měl premiéru 2. října 2015.
V srpnu 2018 Fox obsadil Jeonga jako účastníka diskuse o celebritách do připravovaného hudebního soutěžního seriálu The Masked Singer, který pochází z jihokorejského seriálu King of Mask Singer.
První Jeongův komediální speciál You Complete Me, Ho byl vydán v roce 2019 na Netflixu.
Jeongovi byla udělena cena Visionary Award od East West Players, nejstarší asijské pacifické americké divadelní společnosti ve Spojených státech za pomoc při „zviditelnění komunity Asian Pacific American (APA) prostřednictvím jeho řemesla“.
V únoru 2020 společnost Fox jmenovala Jeonga hostitelem a výkonným producentem připravované hudební herní show I Can See Your Voice, rovněž založené na jihokorejském formátu.
V březnu 2020 zahájil Jeong podcast The Darkest Timeline with Ken Jeong & Joel McHale, s hercem Joelem McHaleem v reakci na sociální izolaci vyvolanou pandemií covidu-19.

## Osobní život
Jeongova manželka Tran Ho je vietnamská Američanka, rodinná lékařka a přežila rakovinu prsu. Mají dvojčata, dcery Zooey a Alexa (nar. 2007).
Jeho otec, D.K. Jeong, byl profesorem ekonomie na North Carolina A&T State University.
Jeong a jeho rodina bydlí v Calabasas, Kalifornie.

## Filmografie (výběr)

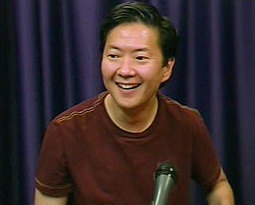
Jeong v roce 2008

### Celovečerní filmy
- 1997: Policie z New Orleans (TV série, epizoda 2x06 „Night Music“)
- 2007: Zbouchnutá
- 2008: Travička zelená
- 2008: Bratři z donucení
- 2009: Velcí bratři
- 2009: Pařba ve Vegas
- 2009: Slečna zamilovaná
- 2009: All Inclusive
- 2009: Kšeftaři
- 2010: Tupíři
- 2010: Já, padouch (hlas)
- 2010: Chlupatá odplata
- 2011: Agenti v sukních: Jaký otec, takový syn
- 2011: Pařba v Bangkoku
- 2011: Ošetřovatel
- 2011: Transformers 3
- 2013: Pařba na třetí
- 2013: Já, padouch 2 (hlas)
- 2013: Pot a krev
- 2013: Turbo
- 2014: Tučňáci z Madagaskaru
- 2015: The Duff
- 2016: Poldův švagr 2
- 2016: Ledová sezóna (hlas pana Greenea)
- 2017: Killing Hasselhoff
- 2018: Šíleně bohatí Asiati
- 2018: Husí kůže 2: Ukradený Halloween
- 2019: Avengers: Endgame
- 2020: Scoob!Scoob!
- 2021: Tom & Jerry
- 2021: Mistrovská úroveň

### TV seriály
- 2003–2005: MADtv (4 epizody)
- 2005: Dva a půl chlapa (epizoda 2x17)
- 2007: Kauzy z Bostonu (epizoda 4x02)
- 2008: V dobrém i zlém („’Til Death“, 2. epizoda)
- 2008: Můj nejhorší týden (2 epizody)
- 2009, 2011: Americký táta (3 epizody, hlas)
- 2009–2015: Zpátky do školy
- 2015: Glee (2 epizody)
- 2014, 2018: BoJack Horseman (2 epizody, hlas)
- 2015–2017: Dr. Ken (44 epizod)
- 2016: Huangovi v Americe (epizoda 3x01)
- 2018–2019: Magnum P.I. (2 epizody)
- 2019: Simpsonovi (epizoda 30x17)